# 占察善恶业报经
《占察善惡業報經》，又名《大乘實義經》，《宗鏡錄》引文稱為《進趣大乘方便經》和《占察經》，據傳為菩提燈譯出，共二卷。上卷是用木輪占察善惡宿世業報，兼示禮懺地藏菩薩滅罪除障之法，下卷示趨入一實境界之二種觀行，一是唯心識觀，二是真如實觀。若因障難難以修持二種觀行，另有一切時處持念「地藏菩薩摩訶薩」名號的方便法門，由此思惟凡聖體性平等，觀察己身無常苦無我，深可厭離。

## 歷史
此經約於隋朝時出現。於593年（隋開皇13年），有人因此經塔懺法而告官，官府詢問當時大德法經等人，答此經不在譯經目錄之中，其涉及占卜的塔懺法與眾經復異，不可依行，判此經為偽。法經《眾經目錄》、《歷代三寶紀》、《大唐內典錄》將其列入疑惑部。
根據《大周刊定眾經目錄》記載，於695年（武周天冊萬歲元年），官方敕令編入大藏經中。《開元釋教錄》將其編入正經。

## 註疏及推廣
明朝靈峯蕅益大師，著有《占察經玄義》一卷、《占察經義疏》二卷、《占察經行法》一卷。
现代夢參法师，推崇此經，广做宣佈。

## 學術考證
望月信亨認為可能是由新羅僧人圓光所作。圓光是隋朝著名的攝論宗大師，精通《成實》、《涅盤》之學。隋開皇九年（598年），入長安，振興攝論宗，名重一時。後受新羅國王的敦請，回到新羅，設置「占察寶」，傳授大乘經論，對新羅的佛教有很大的影響。
晚唐新羅僧人珍嵩在《華嚴經探玄記私記》（《私記》已佚，此文僅見於《寶冊鈔》所引）中，認為《大乘起信論》即是據《漸剎經》（指《占察經》）所作。
《占察經》下卷所說大乘實義，可能是取自《大乘起信論》的教義，並且引用了真諦的《十八空論》。

## 外部連結
- 占察善惡業報經--夢參老和尚 （页面存档备份，存于）
- 占察善惡業報經行法 （页面存档备份，存于）